# Richard Béliveau
Richard Béliveau (* 13. März 1953 in Trois-Rivières, Québec) ist ein kanadischer Molekularbiologe und Mediziner.

## Leben und Wirken
Béliveau promovierte 1980 an der Université Laval in Molekularbiologie. Er war von 1984 bis 2013 Full Professor für Biochemie an der Université du Québec à Montréal und von 2005 bis 2012 Chairholder für Neurochirurgie an der Universitätsklinik Montréal.
Béliveau ist Autor zahlreicher wissenschaftlicher und populärwissenschaftlicher Veröffentlichungen zum Thema Krebsprävention. In seinen Büchern weist er auf die canceroprotektive Wirkung von Nahrungsinhaltsstoffen, z. B. Omega-3-Fettsäuren hin. Zu den empfehlenswerten Nahrungsmitteln zählt er Austernpilze, Leinsamen, Kohl, Knoblauch, Zwiebeln, Soja, Tomaten, Grüntee, Rotwein, Schokolade, Ingwer, Curcuma und Probiotika.

## Publikationen
- Krebszellen mögen keine Himbeeren. Nahrungsmittel gegen Krebs. Kösel, München 2007, ISBN 978-3-466-34502-1.